# Лежён, Эмиль
Эми́ль Лежё́н (фр. Emile Lejeune; 17 февраля 1938, Warsage, Валлония — 28 декабря 2024) — бельгийский футболист, всю карьеру играл за «Льеж».

## Биография

### Игровая карьера
Лежён всю свою футбольную карьеру играл за «Льеж», отыграв за эту команду 12 сезонов. Всего в составе «Льежа» сыграл 276 матчей в Бельгийской высшей лиге и в 1961 году стал вице-чемпионом страны. В 1964 году «Льеж» играл в 1/2 финале Кубка ярмарок против «Сарагосы», противостояние с которой завершилось победой испанского клуба.
В составе сборной Бельгии сыграл 10 матчей, в которых не отметился забитыми мячами.

### Смерть
Скончался 28 декабря 2024 года в возрасте 86 лет.